# محافظ سر در کشتی

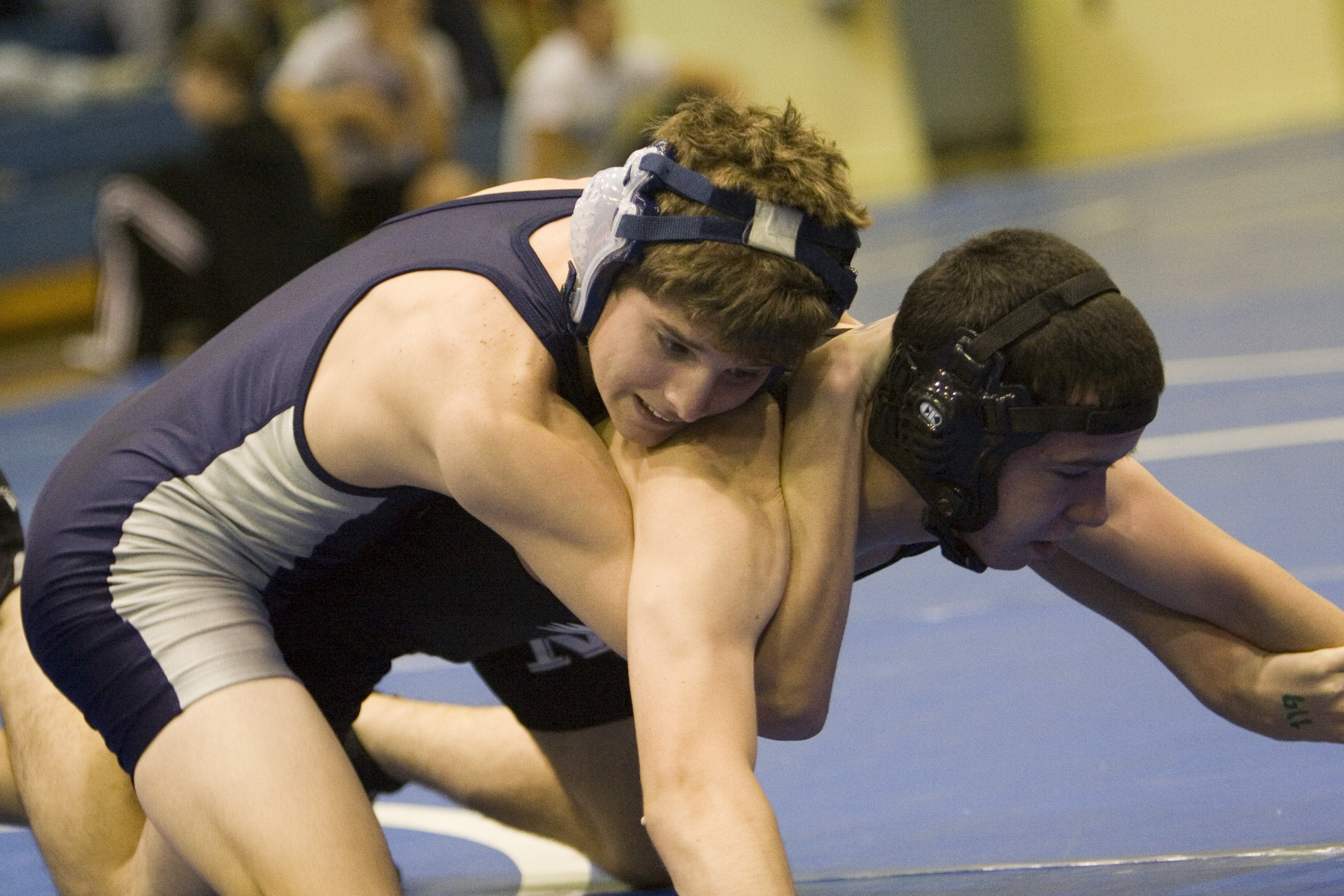
دو کشتی‌گیر کالج (دانشگاهی) که در یک مسابقه دبیرستانی با محافظ بر سر کشتی می‌گیرند.

پوشش سر در کُشتی محافظی است که فرد در طول مسابقات کشتی می‌تواند بر روی گوش و چانه خود قرار دهد.

## توضیحات
هدف اصلی حافظت، پیشگیری از شکستن گوش کشتی‌گیران است؛ بنابراین، تجهیزات پوشش سر در کشتی را گاهی محافظ گوش هم می‌نامند. محافظ اغلب هر دو گوش را می‌پوشاند و دو بند دارد که از ناحیهٔ پشت سر بسته می‌شوند، دو بند هم روی قسمت جلویی و بالای سر قرار می‌گیرد و یک بند زیر چانه می‌رود (در برخی موارد بند آخر داخل صورت، روی چانه است). پوشش سر اغلب از پلاستیک بادوام، نوار چسب و گیره دکمه ساخته می‌شود.

## دلیل
پوشش سر کشتی برای محافظت از پوشنده در برابر آسیب‌های طولانی مدت ساخته شده است. توسری زدن‌ها و کلنجار مداوم در این ورزش، بسیاری از اوقات باعث شکستن گوش‌های کشتی‌گیری می‌شود که چنین کلاهی بر سر نداشته باشد. این رخداد می‌تواند باعث ترکیدن رگ‌های خونی درون گوش شود. این نوع صدمات، باعث خونریزی خارجی نمی‌شود. با این حال انباشت خون داخل گوش بسیار دردناک می‌شود و اغلب به تغییر شکل دائمی شکل گوش می‌انجامد. این حالت به گوش گُل کلمی معروف است. درمان گوش گل کلمی مستلزم مراجعه زودهنگام کشتی‌گیر به پزشک است تا خون را از طریق سوزن از گوش خارج کند. یک کشتی‌گیر ممکن است برای ترمیم و/یا درمان گوش گل کلمی به عمل جراحی پلاستیک محتاج شود.

## استفاده اجباری یا اختیاری
پوشیدن سر در کشتی‌های سطح دبیرستان و کالج در ایالات متحده آمریکا الزامی است. در کانادا و در مسابقات بین‌المللی (سبک آزاد و فرنگی)، پوشاندن سر مجاز هست، اما الزامی نیست.
در برخی موارد، اگر یک کشتی گیر مشکلات صورت داشته باشد، مانند سابقه شکستگی بینی یا بخیه روی صورت، می‌تواند از ماسک صورت متصل به محافظ سر استفاده کند. در ایالات متحده، یک کشتی گیر باید توصیه‌ای از پزشک داشته باشد که چنین ماسک صورتی برای او لازم است.